# آندژی کارکوفسکی
آندژی کارکوفسکی (لهستانی: Andrzej Krakowski؛ زادهٔ ۱۹۴۶ میلادی) کارگردان فیلم، فیلم‌نامه‌نویس و تهیه‌کننده فیلم اهل لهستان است.
آندژی کارکوفسکی دانش‌آموختهٔ مدرسه ملی فیلم ووچاست. مادربزرگ مادری او در اردوگاه آشویتس کشته شده بود و پدرش یک زندانی جنگی، سیاستمدار عالی‌رتبه و وزیر گردشگری لهستان بود. او با بزرگانی چون پابلو پیکاسو، دیه‌گو ریورا و ایو مونتان به منزل آنها رفت‌وآمد داشتند.
از فیلم‌هایی که وی در آن‌ها نقش داشته‌است، می‌توان به با آتش و شمشیر اشاره کرد.